# オカムラ鉄工乗っ取り事件
オカムラ鉄工乗っ取り事件（オカムラてっこうのっとりじけん）とは、1992年にオウム真理教が起こした企業乗っ取り事件。立件はされなかった。

## 概要
被害を受けたオカムラ鉄工株式会社は、石川県能美郡寺井町（現在の能美市）に本社を置く油圧シリンダー製造会社であった（なお、オフィス・学習用家具の製造会社である株式会社オカムラ〈旧社名・岡村製作所〉との関係は一切ない）。
同社は、不渡手形を掴んだことなどにより資金繰りが悪化し、銀行の追加融資を受けるなど再建が模索されていた。社長は教団の在家信者で、教祖の麻原彰晃に相談したことから、教団が経営に関与することになった。麻原は「2ヶ月で無借金経営にする」と豪語し、1992年9月14日に自らが社長に就任した。
壁に教団のポスターが貼られたり、社内放送で教団の音楽を流すなど、会社のオウム化を進めた。麻原は破戒した信者をオカムラ鉄工送りにする「落人制度」を考えていた。結果、約130名いた従業員のうち9割が退職し、就任2ヶ月目に再度の不渡手形を出し倒産した。
さらに、同年秋には前社長を軟禁。その後、麻原を社長、村井秀夫を常務取締役とし、「株式会社ヴァジラ・アヌッタラ ヒタ アビヴッディ精密機器工業」と名を変え、従業員のほぼ大半をオウム真理教の信者（延べ約80人）で固め、会社の乗っ取りに成功した。後に会社事務所もオウム真理教南青山総本部と同じビル内に移転している。
翌1993年春、会社の工場にあった工作機械を同教団のサティアンや富士清流精舎に持ち込んだ。のちにこれらの機械を使って自動小銃が密造されることになる。工場敷地は、1995年時点では、機械類が運び出された後のゴミが散らかった状態で担保に出されている。